# 波維特諾
49°50′19″N 23°43′41″E / 49.83861°N 23.72806°E
波維特諾（烏克蘭語：Повітно），是烏克蘭的村落，位於該國西部利沃夫州，由戈羅多克區負責管轄，始建於1427年，面積8.86平方公里，海拔高度287米，2001年該村落人口881。